# Aeroport Andorra – la Seu d'Urgell
Aeroport Andorra – la Seu d'Urgell är en flygplats i Spanien. Den ligger i provinsen Província de Lleida och regionen Katalonien, i den nordöstra delen av landet, 500 km öster om huvudstaden Madrid. Aeròdrom dels Pirineus-Alt Urgell Airport ligger 790 meter över havet.

## Flygplatsen
Gränsen mot Andorra går 12 km norr om flygplatsen så i viss mån betjänar den det lilla landet Andorra. Men flygplatsen har en kort landningsbana, så det kan bara gå små propellerplan på korta avstånd. Sådana går sedan 2015 (då flygplatsen fick tillstånd till reguljära flygningar) på vintern mest för skidturister. Vanligen används flygplatser i Barcelona eller Toulouse för resor till Andorra.

## Geografi
Terrängen runt flygplatsen är huvudsakligen kuperad, men norrut är den bergig. Flygplatsen ligger nere i en dal. Trakten runt flygplatsen är nära nog obefolkad, med mindre än två invånare per kvadratkilometer. Närmaste större samhälle är La Seu d'Urgell, 4,8 km nordost om flygplatsen. I omgivningarna runt flygplatsen växer i huvudsak barrskog.